# 三津谷隼人
三津谷 隼人（みつや はやと、1996年12月25日 - ）は、中央競馬（JRA）・栗東トレーニングセンターの元騎手、調教助手。滋賀県出身。

## 来歴
父は栗東・安田隆行厩舎所属の調教助手である三津谷直樹。父の影響で自然と騎手を志すようになる。
2012年に競馬学校騎手課程に入学（第31期）。2015年3月に栗東・目野哲也厩舎から騎手デビュー。9月5日小倉3R（2歳未勝利）でタマモスズランに騎乗して1着となり、JRA初勝利を挙げた。同期では一番遅い初勝利で1年目はこの1勝のみで終わった。
3年目の2017年1月17日の日経新春杯でウインインスパイアに騎乗し、重賞初騎乗を果たす（結果は11着）。
2018年に目野厩舎解散に伴い、3月1日付でフリーになる。
2019年5月から障害競走に乗り始め、翌年の5月10日新潟4Rでマーニに騎乗して1着となり、障害初勝利を挙げる。また、2020年の年始から栗東・鮫島一歩厩舎に所属を変更した。
2021年5月1日から栗東・川村禎彦厩舎に所属を変更、12日に5月20日に騎手を引退し、同厩舎で調教助手になることを発表する。
引退レースとなった重賞、京都ハイジャンプは障害初勝利を飾ったマーニに騎乗、後続に4馬身差をつけ勝利し、史上初のラストライドで重賞初制覇を挙げた。勝利ジョッキーインタビューで三津谷は「辞めるのをやめたいです」と語った。
予定通り、5月20日をもって騎手を引退し、川村厩舎で調教助手に転業した。

## おもな騎乗馬
- マーニ（2021年京都ハイジャンプ）
- メロディーレーン

## 騎乗成績
|      |            | 日付          | 競馬場・開催    | 競走名                 | 馬名               | 頭数 | 人気 | 着順     |
| ---- | ---------- | ------------- | --------------- | ---------------------- | ------------------ | ---- | ---- | -------- |
| 平地 | 初騎乗     | 2015年3月1日  | 1回阪神2日目1R  | 3歳未勝利              | ガールズライン     | 16頭 | 8    | 9着      |
| 平地 | 初勝利     | 2015年9月5日  | 2回小倉11日目3R | 2歳未勝利              | タマモスズラン     | 13頭 | 10   | 1着      |
| 平地 | 重賞初騎乗 | 2017年1月17日 | 1回京都5日目11R | 日経新春杯             | ウインインスパイア | 14頭 | 14   | 11着     |
| 障害 | 初騎乗     | 2019年5月19日 | 1回新潟8日目4R  | 障害4歳以上未勝利      | アドバンスゴード   | 14頭 | 10   | 競走中止 |
| 障害 | 初勝利     | 2020年5月10日 | 1回新潟2日目4R  | 障害4歳以上未勝利      | マーニ             | 14頭 | 3    | 1着      |
| 障害 | 重賞初騎乗 | 2020年6月27日 | 3回東京7日目    | 東京ジャンプステークス | マーニ             | 14頭 | 11   | 6着      |
| 障害 | 重賞初勝利 | 2021年5月15日 | 3回中京3日目    | 京都ハイジャンプ       | マーニ             | 11頭 | 3    | 1着      |